# باشگاه فوتبال ویتبسک
باشگاه فوتبال ویتبسک (به بلاروسی: ФК Віцебск) یک باشگاه فوتبال در شهر ویتبسک بلاروس است. این باشگاه در لیگ برتر فوتبال بلاروس بازی می‌کند. این باشگاه در سال ۱۹۶۰ تأسیس شده‌است. آریا برزگر بازیکن ایرانی عضو این باشگاه بود.

## تغییرات نام
- ۱۹۶۰: بنیانگذاری تحت عنوان Krasnoye Znamya Vitebsk
- ۱۹۶۳: تغییر نام به Dvina Vitebsk
- ۱۹۸۵: تغییر نام به Vityaz Vitebsk
- ۱۹۸۹: تغییر نام به KIM Vitebsk
- ۱۹۹۴: تغییر نام به Dvina Vitebsk
- ۱۹۹۶: تغییر نام به Lokomotiv-96 Vitebsk
- ۲۰۰۳: تغییر نام به Lokomotiv Vitebsk
- ۲۰۰۶: تغییر نام به Vitebsk

## افتخارات
- لیگ برتر فوتبال بلاروس
  - نایب قهرمان (۲): 1992–93, ۱۹۹۴–۹۵
  - مقام سوم (۲): 1993–94, ۱۹۹۷
- جام حذفی فوتبال بلاروس
  - قهرمان (۱): ۱۹۹۸

## تاریخچه لیگ و جام حذفی

### دورهاتحاد جماهیر شوروی سوسیالیستی
| فصل  | سطح         | مقام | بازی | برد | تساوی | باخت | گل‌ها  | امتیازات | جام حذفی | توضیحات           |
| ---- | ----------- | ---- | ---- | --- | ----- | ---- | ----- | -------- | -------- | ----------------- |
| ۱۹۶۰ | ۲ام         | ۱۲   | ۳۰   | ۷   | ۷     | ۱۶   | ۲۶–۴۴ | ۲۱       |          |                   |
| ۱۹۶۱ | ۲ام         | ۸    | ۳۰   | ۱۲  | ۸     | ۱۰   | ۴۴–۴۶ | ۳۲       | دور ۱۲۸  |                   |
| ۱۹۶۲ | ۲ام         | ۱۵   | ۳۲   | ۹   | ۶     | ۱۷   | ۲۴–۴۰ | ۲۴       | دور ۶۴   | واگذار کرده       |
| ۱۹۶۳ | ۳ام         | ۱۰   | ۳۰   | ۱۱  | ۵     | ۱۴   | ۳۱–۳۷ | ۲۷       | دور ۱۰۲۴ |                   |
| ۱۹۶۴ | اوکراین ۳ام | ۱۴   | ۳۰   | ۸   | ۸     | ۱۴   | ۱۶–۲۹ | ۲۴       | دور ۲۰۴۸ | منطقه ۱ (اوکراین) |
| ۱۹۶۵ | ۳ام         | ۶    | ۳۰   | ۸   | ۱۴    | ۸    | ۲۹–۲۸ | ۳۰       | دور ۱۰۲۴ |                   |
| ۱۹۶۶ | ۳ام         | ۱۷   | ۳۲   | ۵   | ۷     | ۲۰   | ۱۴–۴۴ | ۱۷       | دور ۴۰۹۶ |                   |
| ۱۹۶۷ | ۳ام         | ۱۷   | ۳۴   | ۷   | ۱۰    | ۱۷   | ۱۷–۴۳ | ۲۴       | دور ۴۰۹۶ |                   |
| ۱۹۶۸ | ۳ام         | ۷    | ۳۸   | ۱۹  | ۸     | ۱۱   | ۳۹–۳۱ | ۴۶       | دور ۴۰۹۶ |                   |
| ۱۹۶۹ | ۳ام         | ۱۴   | ۳۲   | ۹   | ۱۰    | ۱۳   | ۳۰–۳۴ | ۲۸       | دور ۱۶۱  | واگذار کرده۲      |
| ۱۹۷۰ | ۴ام         | ۱۱   | ۳۲   | ۱۰  | ۸     | ۱۴   | ۲۷–۳۶ | ۲۸       |          | Promoted۳         |
| ۱۹۷۱ | ۳ام         | ۱۶   | ۳۸   | ۷   | ۱۴    | ۱۷   | ۲۱–۴۲ | ۳۵       |          |                   |
| ۱۹۷۲ | ۳ام         | ۱۵   | ۳۸   | ۱۲  | ۸     | ۱۸   | ۳۱–۳۵ | ۴۴       |          |                   |
| ۱۹۷۳ | ۳ام         | ۱۳   | ۳۲   | ۴   | ۱۶    | ۱۲   | ۱۸–۳۶ | ۱۹۴      |          |                   |
| ۱۹۷۴ | ۳ام         | ۲۰   | ۴۰   | ۶   | ۱۳    | ۲۱   | ۲۰–۴۷ | ۲۵       |          |                   |
| ۱۹۷۵ | ۳ام         | ۱۶   | ۳۴   | ۶   | ۷     | ۲۱   | ۲۰–۵۷ | ۱۹       |          |                   |
| ۱۹۷۶ | ۳ام         | ۱۵   | ۳۸   | ۱۱  | ۱۱    | ۱۶   | ۴۲–۳۸ | ۳۳       |          |                   |
| ۱۹۷۷ | ۳ام         | ۱۴   | ۴۰   | ۱۱  | ۱۲    | ۱۷   | ۲۹–۳۸ | ۳۴       |          |                   |
| ۱۹۷۸ | ۳ام         | ۱۵   | ۴۶   | ۱۳  | ۱۵    | ۱۸   | ۴۳–۴۳ | ۴۱       |          |                   |
| ۱۹۷۹ | ۳ام         | ۱۲   | ۴۶   | ۱۵  | ۲۱    | ۱۰   | ۴۹–۳۸ | ۵۱       |          |                   |
| ۱۹۸۰ | ۳ام         | ۹    | ۳۲   | ۵   | ۱۰    | ۱۷   | ۲۳–۴۷ | ۲۰       |          |                   |
| ۱۹۸۱ | ۳ام         | ۹    | ۴۰   | ۸   | ۱۲    | ۲۰   | ۳۸–۶۰ | ۲۸       |          |                   |
| ۱۹۸۲ | ۳ام         | ۱۶   | ۳۰   | ۵   | ۶     | ۱۹   | ۱۳–۴۴ | ۱۶       |          |                   |
| ۱۹۸۳ | ۳ام         | ۱۰   | ۳۲   | ۹   | ۱۱    | ۱۲   | ۲۸–۴۲ | ۲۹       |          |                   |
| ۱۹۸۴ | ۳ام         | ۱۸   | ۳۴   | ۷   | ۶     | ۲۱   | ۲۷–۶۰ | ۲۰       |          |                   |
| ۱۹۸۵ | ۳ام         | ۱۴   | ۳۰   | ۷   | ۶     | ۱۷   | ۳۲–۴۹ | ۲۰       |          |                   |
| ۱۹۸۶ | ۳ام         | ۱۶   | ۳۰   | ۲   | ۶     | ۲۲   | ۱۹–۵۷ | ۱۰       |          |                   |
| ۱۹۸۷ | ۳ام         | ۱۷   | ۳۴   | ۶   | ۸     | ۲۰   | ۲۸–۵۱ | ۲۰       |          |                   |
| ۱۹۸۸ | ۳ام         | ۱۷   | ۳۴   | ۳   | ۱۲    | ۱۹   | ۱۶–۵۷ | ۱۸       |          |                   |
| ۱۹۸۹ | ۳ام         | ۱۳   | ۴۲   | ۱۷  | ۸     | ۱۷   | ۴۱–۴۷ | ۴۲       |          | واگذار کرده۵      |
| ۱۹۹۰ | ۴ام         | ۲    | ۳۲   | ۲۰  | ۶     | ۶    | ۵۹–۳۱ | ۴۶       |          | Promoted          |
| ۱۹۹۱ | ۳ام         | ۲۰   | ۴۲   | ۱۱  | ۸     | ۲۳   | ۴۳–۵۵ | ۳۰       |          |                   |

### دورهبلاروس
| فصل     | سطح | مقام | بازی | برد | تساوی | باخت | گل‌ها  | امتیازات | جام حذفی فوتبال بلاروس | توضیحات      |
| ------- | --- | ---- | ---- | --- | ----- | ---- | ----- | -------- | ---------------------- | ------------ |
| ۱۹۹۲    | ۱ام | ۶    | ۱۵   | ۷   | ۳     | ۵    | ۲۱–۱۴ | ۱۷       | دور ۱۶                 |              |
| ۱۹۹۲–۹۳ | ۱ام | ۲    | ۳۲   | ۱۸  | ۱۱    | ۳    | ۵۵–۲۱ | ۴۷       | نیمه نهایی             |              |
| ۱۹۹۳–۹۴ | ۱ام | ۳    | ۳۰   | ۱۷  | ۹     | ۴    | ۳۲–۱۴ | ۴۳       | دور ۱۶                 |              |
| ۱۹۹۴–۹۵ | ۱ام | ۲    | ۳۰   | ۱۶  | ۱۳    | ۱    | ۴۶–۱۵ | ۴۵       | دور ۳۲                 |              |
| ۱۹۹۵    | ۱ام | ۷    | ۱۵   | ۵   | ۵     | ۵    | ۱۲–۱۲ | ۲۰       | دور ۳۲                 |              |
| ۱۹۹۶    | ۱ام | ۵    | ۳۰   | ۱۳  | ۱۰    | ۷    | ۴۸–۲۷ | ۴۹       | دور ۳۲                 |              |
| ۱۹۹۷    | ۱ام | ۳    | ۳۰   | ۱۸  | ۵     | ۷    | ۴۶–۳۰ | ۵۹       | یک چهارم نهایی         |              |
| ۱۹۹۸    | ۱ام | ۴    | ۲۸   | ۱۴  | ۶     | ۸    | ۳۵–۲۴ | ۴۸       | قهرمان                 |              |
| ۱۹۹۹    | ۱ام | ۱۱   | ۳۰   | ۹   | ۷     | ۱۴   | ۴۰–۴۵ | ۳۴       | دور ۱۶                 |              |
| ۲۰۰۰    | ۱ام | ۱۱   | ۳۰   | ۸   | ۷     | ۱۵   | ۳۴–۵۰ | ۳۱       | یک چهارم نهایی         |              |
| ۲۰۰۱    | ۱ام | ۱۲   | ۲۶   | ۴   | ۷     | ۱۵   | ۱۸–۵۱ | ۱۹       | دور ۱۶                 |              |
| ۲۰۰۲    | ۱ام | ۱۴   | ۲۶   | ۳   | ۰     | ۲۳   | ۲۰–۷۷ | ۹        | دور ۳۲                 | واگذار کرده  |
| ۲۰۰۳    | ۲ام | ۱    | ۳۱۱  | ۲۳  | ۴     | ۴    | ۵۹–۲۲ | ۷۳       | یک چهارم نهایی         | Promoted     |
| ۲۰۰۴    | ۱ام | ۱۵   | ۳۱۲  | ۸   | ۳     | ۲۰   | ۳۵–۵۸ | ۲۷       | یک چهارم نهایی         | واگذار کرده  |
| ۲۰۰۵    | ۲ام | ۲    | ۳۰   | ۲۱  | ۷     | ۲    | ۷۶–۲۳ | ۷۰       | دور ۳۲                 | Promoted     |
| ۲۰۰۶    | ۱ام | ۶    | ۲۶   | ۹   | ۱۱    | ۶    | ۲۱–۱۸ | ۳۸       | دور ۳۲                 |              |
| ۲۰۰۷    | ۱ام | ۸    | ۲۶   | ۹   | ۸     | ۹    | ۲۵–۲۸ | ۳۵       | دور ۱۶                 |              |
| ۲۰۰۸    | ۱ام | ۵    | ۳۰   | ۱۴  | ۹     | ۷    | ۳۹–۲۶ | ۵۱       | دور ۱۶                 |              |
| ۲۰۰۹    | ۱ام | ۱۰   | ۲۶   | ۱۰  | ۲     | ۱۴   | ۲۶–۳۷ | ۳۲       | یک چهارم نهایی         |              |
| ۲۰۱۰    | ۱ام | ۹    | ۳۳   | ۷   | ۱۱    | ۱۵   | ۳۱–۵۲ | ۳۲       | دور ۳۲                 |              |
| ۲۰۱۱    | ۱ام | ۱۱   | ۳۳   | ۸   | ۸     | ۱۷   | ۲۹–۴۶ | ۳۲       | دور ۱۶                 | واگذار کرده۳ |
| ۲۰۱۲    | ۲ام | ۳    | ۲۸   | ۱۹  | ۲     | ۷    | ۵۷–۳۰ | ۵۹       | دور ۳۲                 |              |
| ۲۰۱۳    | ۲ام | ۳    | ۳۰   | ۱۶  | ۷     | ۷    | ۴۰–۲۹ | ۵۵       | دور ۳۲                 |              |
| ۲۰۱۴    | ۲ام | ۳    | ۳۰   | ۱۵  | ۵     | ۱۰   | ۴۴–۳۰ | ۵۰       | دور ۳۲                 | Promoted۴    |
| ۲۰۱۵    | ۱ام | ۱۳   | ۲۶   | ۴   | ۹     | ۱۳   | ۲۱–۴۷ | ۲۱       | دور ۸                  |              |
| ۲۰۱۶    | ۱ام | ۶    | ۳۰   | ۱۲  | ۶     | ۱۲   | ۳۰–۲۶ | ۴۲       | دور ۸                  |              |
| ۲۰۱۷    | ۱ام | ۸    | ۳۰   | ۱۲  | ۷     | ۱۱   | ۳۵–۳۸ | ۴۳       | دور ۱۶                 |              |
| ۲۰۱۸    | ۱ام | ۴    | ۳۰   | ۱۹  | ۵     | ۶    | ۴۷–۲۰ | ۶۲       | دور ۱۶                 |              |
| ۲۰۱۹    | ۱ام |      |      |     |       |      |       |          | نایب قهرمان            |              |

## باشگاه فوتبال ویتبسک در اروپا
| فصل                           | رقابت                 | دور |           | باشگاه                         | بازی رفت | بازی برگشت |
| ----------------------------- | --------------------- | --- | --------- | ------------------------------ | -------- | ---------- |
| جام برندگان جام اروپا ۹۹–۱۹۹۸ | جام برندگان جام اروپا | QR  | بلغارستان | باشگاه فوتبال لفسکی صوفیه      | 1–8 (A)  | 1–1 (H)    |
| جام اینترتوتو ۱۹۹۹            | جام اینترتوتو         | 1R  | کرواسی    | وارتگس واراژدین                | 1–2 (H)  | 2–2 (A)    |
| لیگ اروپا ۲۰–۲۰۱۹             | لیگ اروپا             | 1QR | فنلاند    | باشگاه فوتبال کوپیون پالوسئورا | 0–2 (A)  | 1–1 (H)    |